# Stenocercus rhodomelas
Stenocercus rhodomelas — вид ігуаноподібних ящірок родини Tropiduridae. Ендемік Еквадору.

## Поширення і екологія
Stenocercus rhodomelas мешкають в Еквадорських Андах на півдні країни, між 3°30' південної широти і 3° південної широти, в провінціях Асуай і Лоха, зокрема у верхній долині річки Хубонес. Вони живуть серед каміння у підніжжя сухих чагарникових і кактусових заростей. Зустрічаються на висоті від 730 до 2100 м над рівнем моря.

## Збереження
МСОП класифікує цей вид як вразливий. Stenocercus rhodomelas загрожує знищення природного середовища.